# Carlo Verdone
Carlo Gregorio Verdone, född 17 november 1950 i Rom, är en italiensk skådespelare, manusförfattare och filmregissör. Verdone är främst känd för sina komiska roller i italienska klassiker, som han också skrev och regisserade.

## Filmografi i urval
- 1979 – Månen (roll)
- 1982 – Borotalco (manus, regi, roll)
- 1983 – Acqua e sapone (manus, regi, roll)
- 1988 – Compagni di scuola (manus, regi, roll)
- 1997 – Lyllo och Zorba (röst)
- 2003 – Ma che colpa abbiamo noi (manus, regi, roll)
- 2013 – Den stora skönheten (roll)